# Eric Valentine

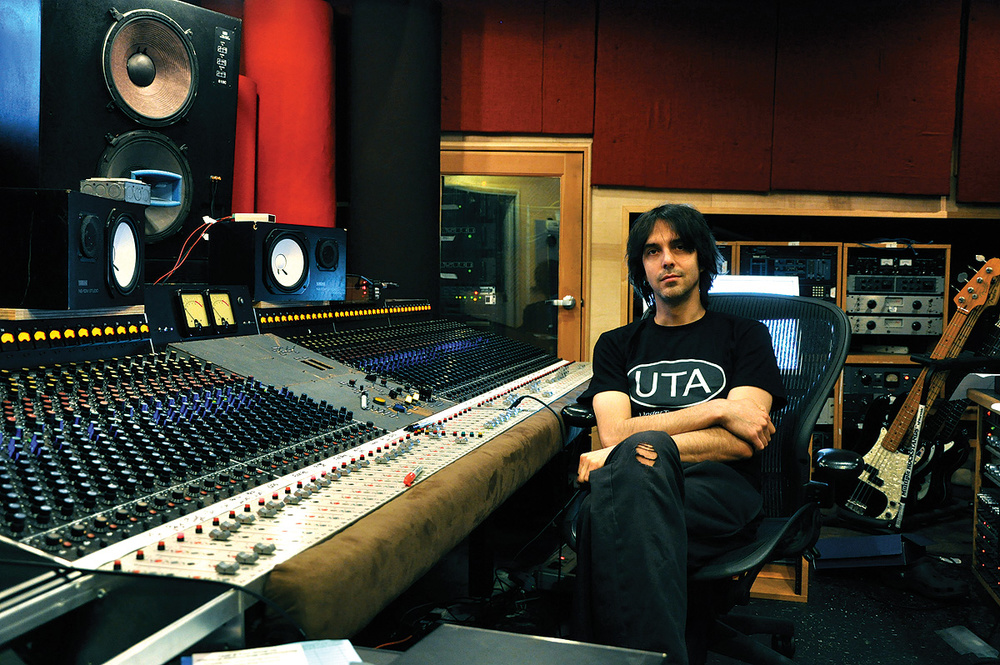
Eric Valentine

Eric Valentine – amerykański producent muzyczny, który zaczął swoją karierę jako perkusista i producent w heavymetalowym zespole T-Ride, a następnie zajmował się produkcją albumów takich artystów jak Lostprophets, Taking Back Sunday, Nickel Creek, Queens of the Stone Age, Third Eye Blind, Smash Mouth i The All-American Rejects.

## Dyskografia
- T-Ride (1992) - T-Ride (perkusista/producent)
- Third Eye Blind (1997) - Third Eye Blind
- Fush Yu Mang (1997) - Smash Mouth
- Astro Lounge (1999) - Smash Mouth
- Sonic Jihad (2000) - Snake River Conspiracy
- Smash Mouth (2001) - Smash Mouth
- Songs for the Deaf (2002) - Queens of the Stone Age
- The Young and the Hopeless (2002) – Good Charlotte
- Start Something (2004) - Lostprophets
- The Chronicles of Life and Death (2004) - Good Charlotte
- Why Should the Fire Die? (2005) - Nickel Creek
- All Star Smash Hits (2005) - Smash Mouth
- Louder Now (2006) - Taking Back Sunday
- When The World Comes Down (2008) - The All-American Rejects
- Slash (2010) - Slash
- Apocalyptic Love (2012) - Slash ft. Myles Kennedy and The Conspirators